# David Rundblad
David Rundblad (* 8. Oktober 1990 in Lycksele) ist ein schwedischer Eishockeyspieler, der seit Juni 2022 bei Oulun Kärpät aus der finnischen Liiga unter Vertrag steht und dort auf der Position des Verteidigers spielt. Zuvor war Rundblad unter anderem für die Ottawa Senators, Phoenix Coyotes und Chicago Blackhawks in der National Hockey League (NHL) sowie in der Kontinentalen Hockey-Liga (KHL) aktiv.

## Karriere
Der Schwede spielte seit 2006 bei Skellefteå AIK und kam in der Saison 2006/07 in den Nachwuchsmannschaften des Vereins zum Einsatz. In der Spielzeit 2007/08 bestritt er sechs Partien für die Profimannschaft, seit der Saison 2008/09 gehört Rundblad zum Stammkader von Skellefteå. Beim NHL Entry Draft 2009 wurde der Verteidiger in der ersten Runde an insgesamt 17. Position von den St. Louis Blues ausgewählt. Nach einer weiteren Saison in Schwedens höchster Spielklasse unterschrieb Rundblad im Juni 2010 bei den Blues einen Einstiegsvertrag über drei Jahre. Wenig später wurde er jedoch von den Blues im Tausch gegen einen Erstrunden-Draftpick für den NHL Entry Draft 2010 zu den Ottawa Senators transferiert. Beim KHL Junior Draft 2010 wurde er in der zweiten Runde an Position 43 von Atlant Mytischtschi ausgewählt.
David Rundblad absolvierte auch die Saison 2010/11 bei Skellefteå. Der Abwehrspieler war mit 50 erzielten Scorerpunkten in 55 Spielen erfolgreichster Verteidiger und wurde im Anschluss an die Spielzeit in das Elitserien All-Star-Team berufen sowie mit der Salming Trophy ausgezeichnet. Mit 39 Torvorlagen führte er zudem die gesamte Liga in dieser Kategorie an. In den Play-offs dieser Saison spielte sich Skellefteå AIK bis in das Finale, das gegen Färjestad BK verloren wurde.
Zu Beginn der Saison 2011/12 wechselte David Rundblad nach Nordamerika, um für die Ottawa Senators in der National Hockey League zu spielen. Nach 24 Partien für die Senators wurde der Verteidiger am 17. Dezember 2011 gemeinsam mit einem Zweitrunden-Wahlrecht für den NHL Entry Draft 2012 im Austausch für Kyle Turris zu den Phoenix Coyotes transferiert.
Anfang März 2014, kurz vor der Trade Deadline, wurde Rundblad zusammen mit Mathieu Brisebois an die Chicago Blackhawks abgegeben, die im Gegenzug ein Zweitrunden-Wahlrecht für den NHL Entry Draft 2014 an die Coyotes abgaben. Am Ende der Saison 2014/15 gewann er mit den Blackhawks den Stanley Cup und erhielt im Sommer 2015 eine zweijährige Vertragsverlängerung. Zu Beginn der Spielzeit 2015/16 wurde der Schwede von Trainer Joel Quenneville kaum noch berücksichtigt und erhielt in der ersten Saisonhälfte lediglich neun Einsätze in der NHL, sodass die Blackhawks ihn im Dezember 2015 zunächst zum Farmteam Rockford IceHogs (AHL) in die American Hockey League schickten. Wenige Tage später wurde Rundblad bis zum Ende der Saison an die ZSC Lions aus der National League A ausgeliehen, mit denen er im Februar 2016 den Swiss Ice Hockey Cup gewann. Zu Beginn der Stanley-Cup-Playoffs 2016 kehrte er zu den Blackhawks zurück, bei denen er seinen Vertrag jedoch in gegenseitigem Einverständnis auflöste, sodass er sich ab Juli 2016 auf der Suche nach einem neuen Arbeitgeber befand. Im September des gleichen Jahres kehrte er zu den ZSC Lions zurück. Nach der Saison 2016/17 wurde Rundblads Vertrag nicht verlängert und wechselte daraufhin in die Kontinentale Hockey-Liga (KHL) zum SKA Sankt Petersburg. Dort spielte der Schwede bis zum Jahresende 2019, ehe er zum HK Sotschi transferiert wurde, wo er bis zum Ende der Saison 2021/22 aktiv war. Im Mai 2022 unterzeichnete der Verteidiger einen Vertrag bei Oulun Kärpät aus der finnischen Liiga.

### International
Rundblad vertrat die schwedische Nationalmannschaft erstmals bei einem internationalen Turnier bei der U18-Junioren-Weltmeisterschaft 2008. Bei der U20-Junioren-Weltmeisterschaft 2009 gewann er mit seiner Mannschaft nach einer Finalniederlage gegen die kanadische Nationalmannschaft die Silbermedaille, im Jahr darauf belegte die Mannschaft den dritten Platz.
Seine ersten Einsätze bei der Herren-Mannschaft hatte Rundblad während der Weltmeisterschaft 2011. Die Schweden unterlagen bei diesem Turnier im Finale der finnischen Auswahl.

## Erfolge und Auszeichnungen
| - 2011 Elitserien All-Star-Team - 2011 Salming Trophy - 2013 Teilnahme am AHL All-Star Classic | - 2015 Stanley-Cup-Gewinn mit den Chicago Blackhawks - 2016 Swiss-Ice-Hockey-Cup-Gewinn mit den ZSC Lions |

### International
- 2007 Goldmedaille beim Ivan Hlinka Memorial Tournament
- 2009 Silbermedaille bei der U20-Junioren-Weltmeisterschaft
- 2010 Bronzemedaille bei der U20-Junioren-Weltmeisterschaft
- 2011 Silbermedaille bei der Weltmeisterschaft

## Karrierestatistik

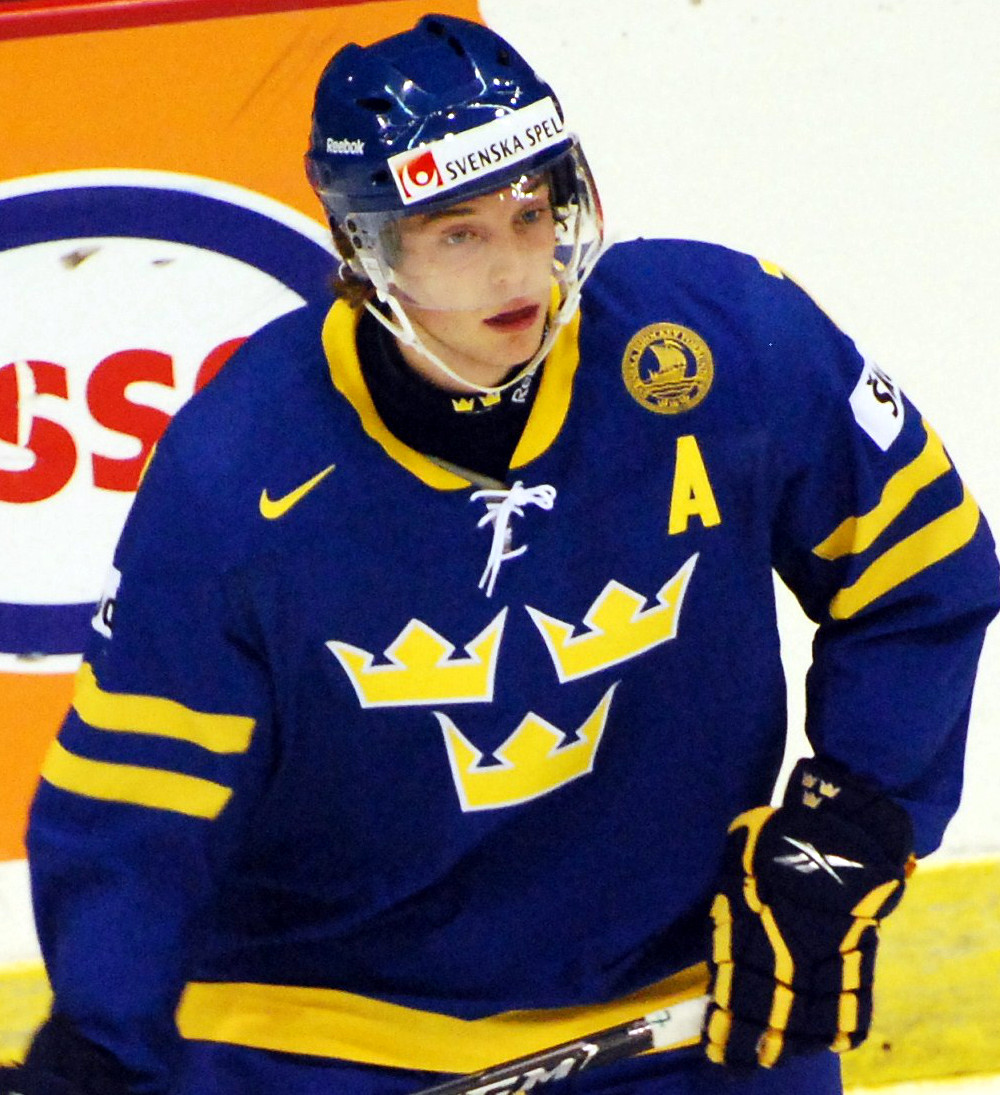
Rundblad im Trikot der schwedischen Nationalmannschaft (2011)

Stand: Ende der Saison 2021/22

### International
Vertrat Schweden bei:
| - Ivan Hlinka Memorial Tournament 2007 - U18-Junioren-Weltmeisterschaft 2008 - U20-Junioren-Weltmeisterschaft 2009 | - U20-Junioren-Weltmeisterschaft 2010 - Weltmeisterschaft 2011 |

(Legende zur Spielerstatistik: Sp oder GP = absolvierte Spiele; T oder G = erzielte Tore; V oder A = erzielte Assists; Pkt oder Pts = erzielte Scorerpunkte; SM oder PIM = erhaltene Strafminuten; +/− = Plus/Minus-Bilanz; PP = erzielte Überzahltore; SH = erzielte Unterzahltore; GW = erzielte Siegtore; 1 Play-downs/Relegation; Kursiv: Statistik nicht vollständig)